# Phragmatobia meridionalis-marginata
Phragmatobia meridionalis-marginata là một loài bướm đêm thuộc phân họ Arctiinae, họ Erebidae.